# 에키센정
에키센정 (에키센마치)(駅川町)은 오이타현 우사군에 있던 정이다. 현재의 우사시의 일부에 해당한다.